# Доненбаєва Камшат Байгазинівна
Камшат Байгазинівна Доненбаєва (нар. 15 вересня 1943, село Ленінське Ленінського району, тепер Узунколь Узункольського району Костанайської області, Республіка Казахстан — 9 листопада 2017, місто Костанай, Республіка Казахстан) — радянська діячка, новатор виробництва, трактористка радгоспу «Харківський» Боровського району Кустанайської області. Член Центральної Ревізійної комісії КПРС у 1981—1986 роках. Депутат Верховної Ради СРСР 9—11-го скликань, заступник голови Ради національностей Верховної Ради СРСР 10-го скликання. Герой Соціалістичної Праці (10.02.1975).

## Життєпис
Народилася в селянській родині. Трудову діяльність розпочала в 1957 році робітницею на Дем'яновському елеваторі Кустанайської області. У 1961 році закінчила курси механізаторів.
У 1961—1968 роках — робітниця радгоспу «Каменськ-Уральський» Казахської РСР.
У 1968—1990 роках — трактористка радгоспу «Харківський» Боровського району Кустанайської області.
Член КПРС з 1973 року.
У 1972 році зайняла 1-е місце в обласному змаганні жінок-механізаторів, в республіканському змаганні — 3-е місце, а на всесоюзному в Зернограді Ростовської області в 1973 році — призове місце. У 1973 році Доненбаєва виробила 26 579 гектарів м'якої оранки, в 1974 році — 38 158 гектарів, а в 1975 році — 37 199 гектарів, перевиконуючи річні зобов'язання.
Указом Президії Верховної Ради СРСР від 10 лютого 1975 року за видатні успіхи в праці і дострокове виконання завдань дев'ятої п'ятирічки Доненбаєвій Камшат Байгазинівні присвоєно звання Героя Соціалістичної Праці з врученням ордена Леніна і золотої медалі «Серп і Молот».
У 1980 році заочно закінчила Казахський сільськогосподарський радгосп-технікум в Кустанайській області.
У 1990—1993 роках працювала інженером з техніки безпеки, з 1993 року очолювала селянське господарство в Костанайській області.
Проживала в місті Костанай. У 2002 році здійснила хадж до Мекки в Саудівську Аравію.
Померла 9 листопада 2017 року в місті Костанаї.

## Нагороди і звання
- Герой Соціалістичної Праці (10.02.1975)
- два ордени Леніна (13.12.1972, 10.02.1975)
- орден «Знак Пошани» (24.12.1976)
- медалі
- Державна премія СРСР (1976)
- Почесний громадянин міста Костанай (22.07.2003)
- Почесний громадянин Костанайської області (16.08.2013)
- Заслужений наставник молоді Казахської РСР (1.10.1981)